# 스튜어트가
스튜어트 왕가(House of Stuart)는 14세기부터 스코틀랜드의 왕실이었고 17세기부터는 영국의 왕실이다. 스코틀랜드의 최고궁내관직(Steward)의 별칭인 Stewart/Stuart에서 가문의 명칭이 유래한다.
1603년 튜더 왕가의 엘리자베스 1세가 죽자, 후사(後嗣)가 없어 스코틀랜드 왕 제임스 6세가 헨리 7세의 후예(後裔)라는 이유로 즉위하여, 제임스 1세라 칭한 이래 6대를 계속하였다.

## 개요
이 시대는 근대 영국의 내분시대(內紛時代)이지만, 이때 민권(民權)확립이 촉진되고, 해외진출의 기운이 고조(高潮)되었다. 또한 스코틀랜드 왕인 제임스 1세의 잉글랜드 왕 즉위로 잉글랜드와 스코틀랜드가 결합하게 되어, 대브리튼 왕국의 기초가 확립되었다.
그러나 그와 그의 아들 찰스 1세가 민정(民情)을 무시하고 전제주의를 취함으로써 튜더 왕가의 전제(專制) 때문에 억압되고 있던 민권(民權)에 대한 전통적 욕망이 국왕 대(對) 의회 대립의 형식으로 표면화되었다.
이에 청교도 혁명(淸敎徒革命)을 거쳐, 1649년 1월부터 1660년 5월까지의 왕조는 일시 중단되었다.(올리버 크롬웰 참조) 왕정복고(王政復古)로 찰스 2세 및 그의 동생 제임스 2세가 왕위에 올랐으나, 가톨릭 보호자였기 때문에 명예혁명(名譽革命) 때 내쫓기고 그 대신 네덜란드 총독 윌리엄과 제임스 2세의 딸 메리가 영국을 공동 통치하게 되었다. 1702년에는 앤 여왕이 즉위하였으나, 후사(後嗣)가 없었고 제임스 에드워드의 후손들은 로마 가톨릭 신자라 하여 영국의회에서 상속권을 박탈함에 따라 스튜어트 왕조는 단절되었다.

### 그 후
제임스 2세의 아들인 제임스 에드워드와 손자 찰스 에드워드는 계속 영국의 왕위를 주장했으나 실패하였다. 찰스 에드워드가 1688년 아들이 없이 사망함으로써 스튜어트 왕가의 남자 직계 혈손은 단절되었다.(다만 카폐가문의 방계들처럼 분가한 가문이 있을 가능성은 높다. 영국총리인 고든 브라운 그는 단절된 왕가의 후손 중 한 명이다.)
현재는 찰스 2세의 후궁에게서 낳은 서자들과 찰스 1세의 후궁들에게서 낳은 서자들 중에서 백작작위를 받은 가문의 남계 후손이 일부 전하고 있다.

## 역대 군주

### 스코틀랜드의 군주
- 로버트 2세 (스코틀랜드)(1371년 - 1390년) : 로버트 1세의 손자
- 로버트 3세 (스코틀랜드)(1390년 - 1406년) : 로버트 2세의 아들
- 제임스 1세 (스코틀랜드)(1406년 - 1437년) : 로버트 3세의 아들
- 제임스 2세 (스코틀랜드)(1437년 - 1460년) : 제임스 1세의 아들
- 제임스 3세 (스코틀랜드)(1460년 - 1488년) : 제임스 2세의 아들
- 제임스 4세 (스코틀랜드)(1488년 - 1513년) : 제임스 3세의 아들
- 제임스 5세 (스코틀랜드)(1513년 - 1542년) : 제임스 4세의 아들
- 메리 1세 (스코틀랜드)(1542년 - 1567년) : 제임스 5세의 딸
- 제임스 6세 (스코틀랜드)(1567년 - 1625년) : 메리 1세의 아들

### 잉글랜드·스코틀랜드·아일랜드의 군주
1603년, 엘리자베스 1세가 죽은 후, 제임스 1세가 잉글랜드의 왕위를 이어받았다. 이때부터 1707년까지 잉글랜드와 스코틀랜드, 아일랜드의 군주를 겸했다.
- 제임스 1세 (잉글랜드), 제임스 6세 (스코틀랜드)(1603년 - 1625년) 스코틀랜드의 메리 1세의 아들이자, 잉글랜드의 헨리 7세의 고손
- 찰스 1세(1625년 - 1649년) : 제임스 1세의 장남
- 찰스 2세(1660년 - 1685년) : 찰스 1세의 장남 (1651년 스코틀랜드의 스콘에서 왕위에 오름. 1649~1660은 왕정이 일시 폐지된 기간)
- 제임스 2세(1685년 - 1689년) : 찰스 1세의 차남
- 메리 2세(1689년 - 1694년) : 제임스 2세의 장녀, 남편인 윌리엄 3세와 공동 통치
- 윌리엄 3세(1689년 - 1702년) : 찰스 1세의 손녀이자 부인인 메리 2세와 공동 통치
- 앤(1702년 - 1707년) : 제임스 2세의 차녀

### 그레이트 브리튼·아일랜드의 군주
1707년 연합법에 의해 잉글랜드 왕국과 스코틀랜드 왕국이 그레이트 브리튼 왕국으로 합쳐졌다.
- 앤(1707년 - 1714년): 제임스 2세의 차녀. 이후 영국의 왕위는 하노버 왕가가 계승한다.

## 자코바이트 운동
명예 혁명으로 쫓겨난 제임스 2세는 이후 왕위를 되찾기 위해 루이 14세의 도움을 받아 아일랜드를 침략하였다. 그러나 패하여 1701년 프랑스에서 사망하였다. 그러나 이후에도 제임스 2세의 후손들은 왕위를 주장하였으며, 이를 따르는 사람들을 자코바이트(Jacobite)라고 부른다. 스튜어트 왕가가 단절된 이후에는 스튜어트 왕가의 복원을 노리는 사람을 자코바이트라고 한다.
자코바이트 운동은 19세기 초까지 계속되었으나, 제임스 2세 손자이자 성직자가 된 헨리 베네딕트 스튜어트(Henry Benedict Stuart) 이후 스튜어트 왕가의 남자 후손이 단절되면서 운동은 사그러들었다.
한편, 이후에도 자코바이트 계승자들은 존재하였다. 스튜어트 왕가의 남자 후손은 없었지만, 찰스 1세의 딸이었던 헨리에타 앤 스튜어트(Henrietta Anne Stuart)의 계통은 이어지고 있어, 이들이 자코바이트 계승자가 되었다. 현재 자코바이트들이 인정하는 계승자는 바이에른 공인 프란츠 폰 바이에른이다.

### 스튜어트 왕조의 왕위 요구자
- 제임스 3세 (1714 ~ 1766) : 늙은 왕위 요구자, 제임스 2세의 아들. 메리 2세, 앤 여왕의 이복동생
- 찰스 3세 (1766 ~ 1788) : 젊은 왕위 요구자. 제임스 3세의 장남.
- 헨리 베네딕트 스튜어트

## 같이 보기
- 자코바이트
- 스코트인의 왕
- 영국의 군주 목록

## 참고 자료
- 이 문서에는 다음커뮤니케이션(현 카카오)에서 GFDL 또는 CC-SA 라이선스로 배포한 글로벌 세계대백과사전의 내용을 기초로 작성된 글이 포함되어 있습니다.